# Kástro d'Antíparos
Le kástro d'Antíparos, en grec moderne : Κάστρο της Αντιπάρου - Kástro tis Antipárou, est une agglomération fortifiée située sur l'île d'Antíparos, dans les Cyclades, en Grèce.

## Description
Le kastro vénitien d'Antíparos est un exemple typique des établissements fortifiés qui ont été créés dans les Cyclades pendant la période de latinocratie, du XIIIe au XVIe siècle. Sa construction remonte au milieu du XVe siècle, lorsque le Vénitien Giovanni Loredan (en) épouse Maria Sommaripa, fille de Crusino Ier Sommaripa qui lui donne Antiparos en dot,. 
Dans sa forme originelle, le kastro est composé d'une tour centrale et d'un périmètre résidentiel, les maisons étant réparties dans un carré de construction continue, formant en même temps le mur défensif de la forteresse. L'unique entrée est située au rez-de-chaussée d'une maison dans l'aile sud.
À l'intérieur de la forteresse, les façades principales des maisons ont été développées selon une disposition à trois étages, tandis que chaque étage a une entrée indépendante à laquelle conduit un escalier extérieur. Au fil du temps, l'agglomération s'étend à l'extérieur de l'aile sud sous la forme d'un anneau rectangulaire appelé Xópyrga (Ξώπυργα), ainsi qu'à l'intérieur de l'enceinte d'origine, autour de la base de la tour circulaire. Cette zone de bâtiments autour du périmètre de la tour laisse un étranglement par rapport aux habitations des murs d'enceinte, appelé rímni (ρίμνη), qui est la seule voie de transit pour les résidents et les visiteurs vers le cœur de la forteresse.
Plus tard, le style architectural original du château est modifié par l'élément religieux avec l'extension des lieux de culte chrétiens, la construction de l'église du Christ et l'utilisation de la tour comme réservoir d'eau. Au contraire, les habitations conservent leurs caractéristiques d'origine de manière correctes, malgré l'effondrement des étages supérieurs, car toute intervention nécessite l'autorisation du service archéologique. Aujourd'hui, la plupart des maisons sont développées sur un ou deux étages au maximum et ont des sous-sols qui ressemblent à des trappes.
Le deuxième passage entre la tour et la partie orientale de la zone résidentielle ultérieure est créé à un niveau plus élevé que le rímni et sert à donner accès aux étages de cette zone, en montant sur un niveau incliné depuis la terre à l'emplacement de l'escalier actuel, en face de l'entrée du château. Ce passage se termine, côté nord, par un escalier qui descend au niveau du rímni, juste derrière le sanctuaire de l'église du Christ, qui occupe l'angle nord-ouest de l'espace libre du kastro.
Les petites chauves-souris qui émergent au coucher du soleil et volent autour de la tour jusqu'au lever du soleil font partie intégrante du kástro d'Antíparos. 

## Galerie

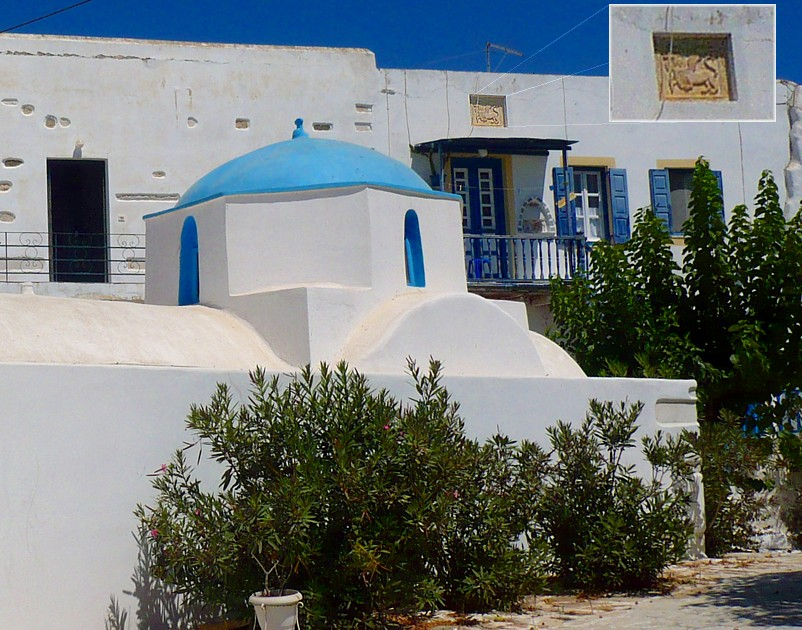
Maison dans le kástro  avec les armoiries de la république de Venise.
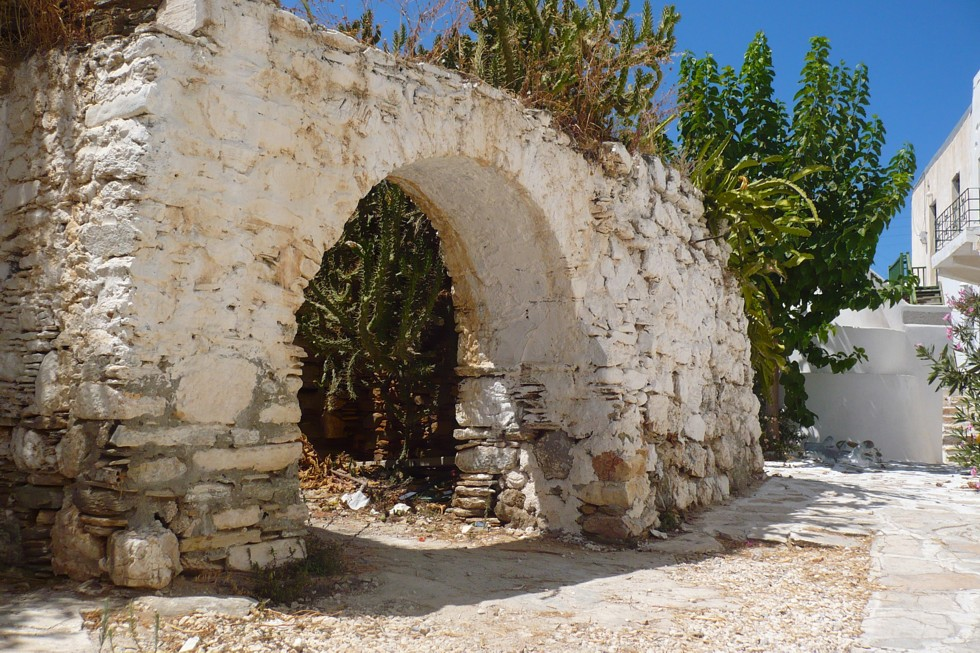
Ruines de la tour du kastro.
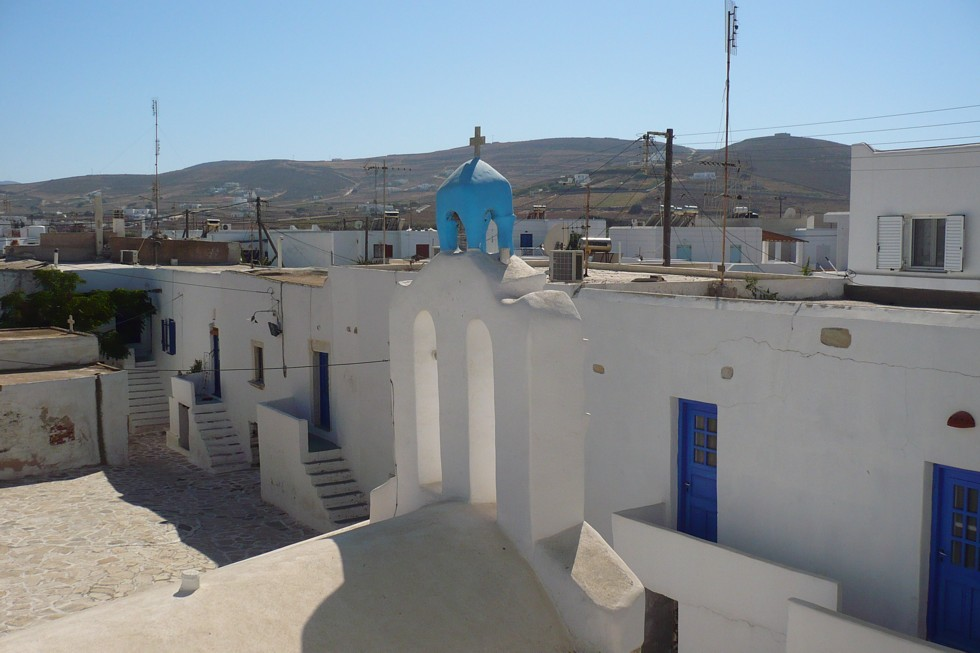
Habitations et église du kastro.
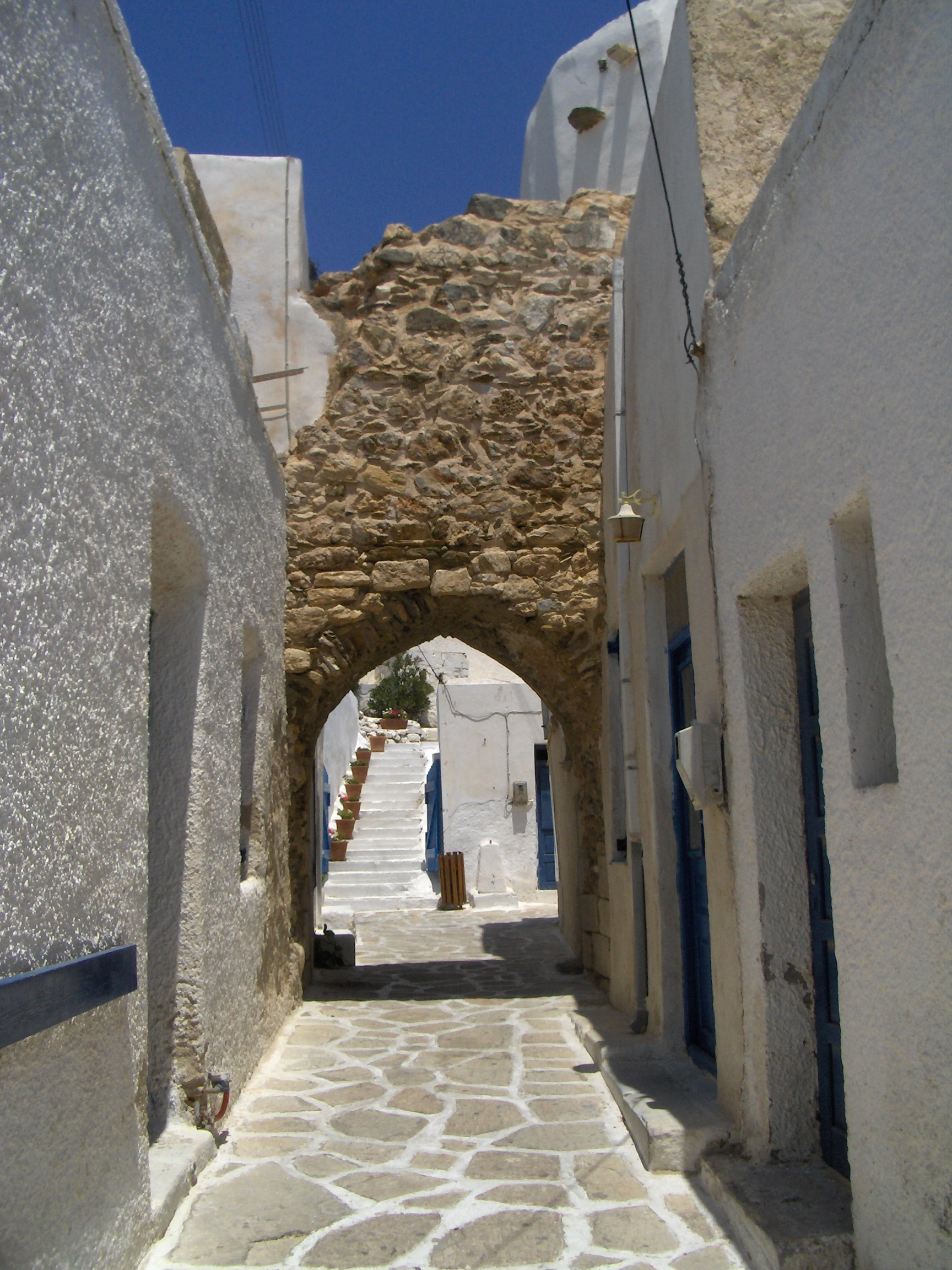
Le passage d'accès au kastro.
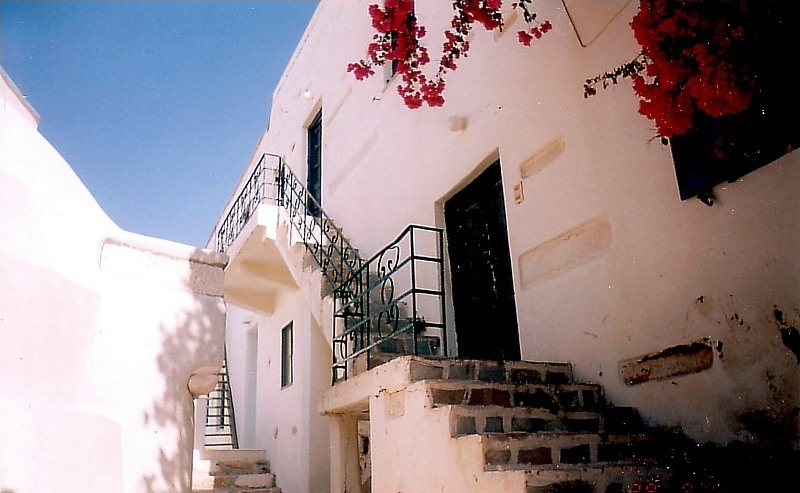
Exemple d'architecture du kastro.